# Montavon
Pour les articles homonymes, voir Montavon (homonymie).

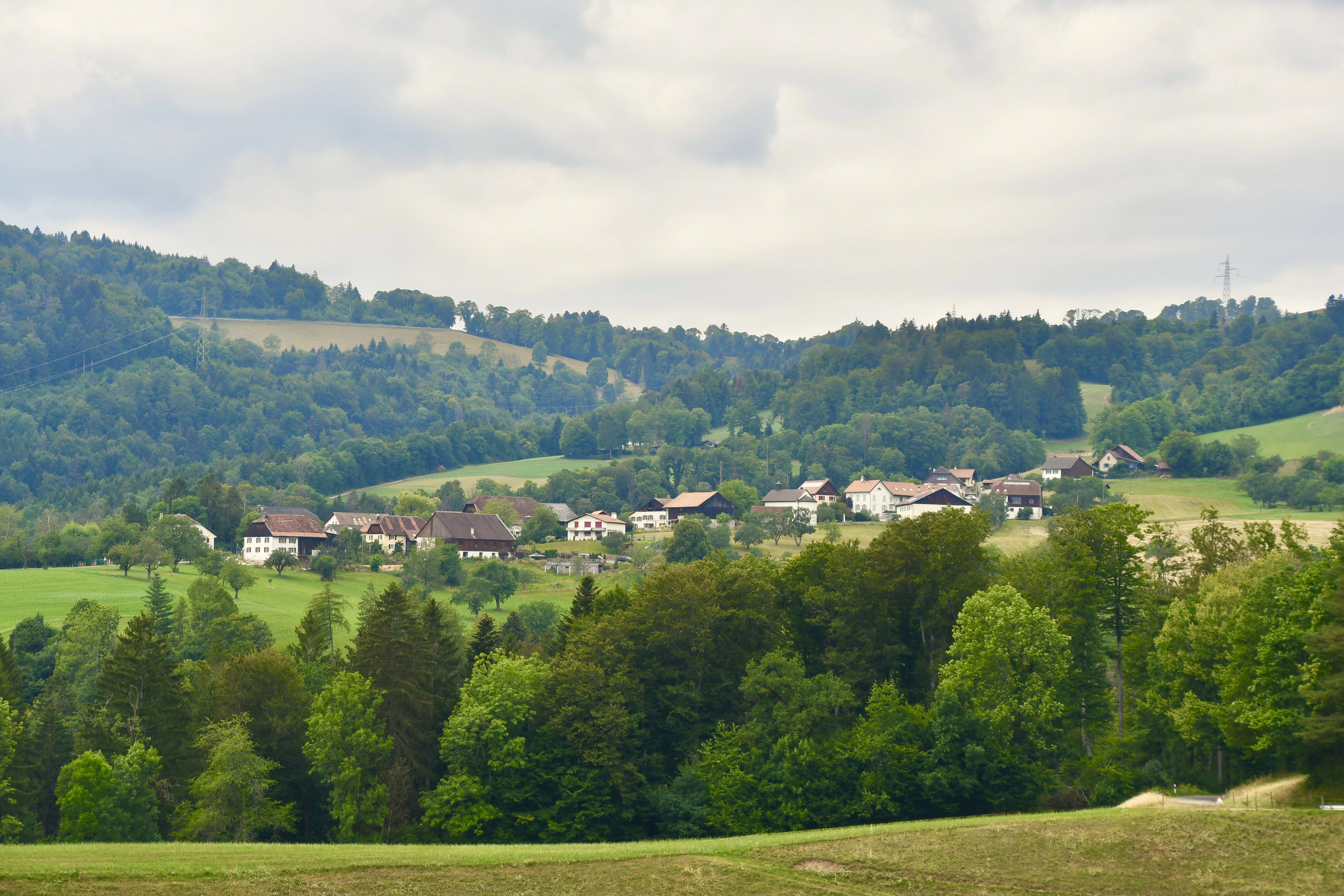
Montavon depuis le route du Col des Rangiers.

Montavon est un village faisant partie de la commune de Boécourt, situé à 8 kilomètres de Delémont et 10 kilomètres de Porrentruy.

## Population et société

### Surnom
Les habitants du village sont surnommés les Bœufs (lé Buè en patois vâdais).

### Démographie
Le village compte 115 habitants en 1888, 144 en 1900, 129 en 1910, 100 en 1960 et 87 en 2007.